# Ryglice
Ryglice è un comune urbano-rurale polacco del distretto di Tarnów, nel voivodato della Piccola Polonia.
Ricopre una superficie di 116,81 km² e nel 2007 contava 11 476 abitanti.